# ری هایتس (داکوتای جنوبی)
ری هایتس(به انگلیسی: Ree Heights) شهری در ایالت داکوتای جنوبی کشور ایالات متحده آمریکا است که جمعیت آن در سرشماری سال ۲۰۱۰ میلادی، ۶۲ نفر بوده‌است.